# Clausius (cràter)
Clausius és un cràter d'impacte que es troba en la partsud-oest de la Lluna, en la petita mare lunar anomenada Lacus Excellentiae. Està completament envoltat pel material de la mare, encara que el petit cràter satèl·lit Clausius A se troba just al nord. La vora de Clausius és baixa i aguda, amb una forma lleugerament ovalada que és més llarga en la direcció nord-sud. El sòl interior ha estat inundat per lava basàltica, per la qual cosa apareix a nivell i sense trets, amb una superfície més fosca que coincideix amb la de la mare que envolta l'exterior del cràter.

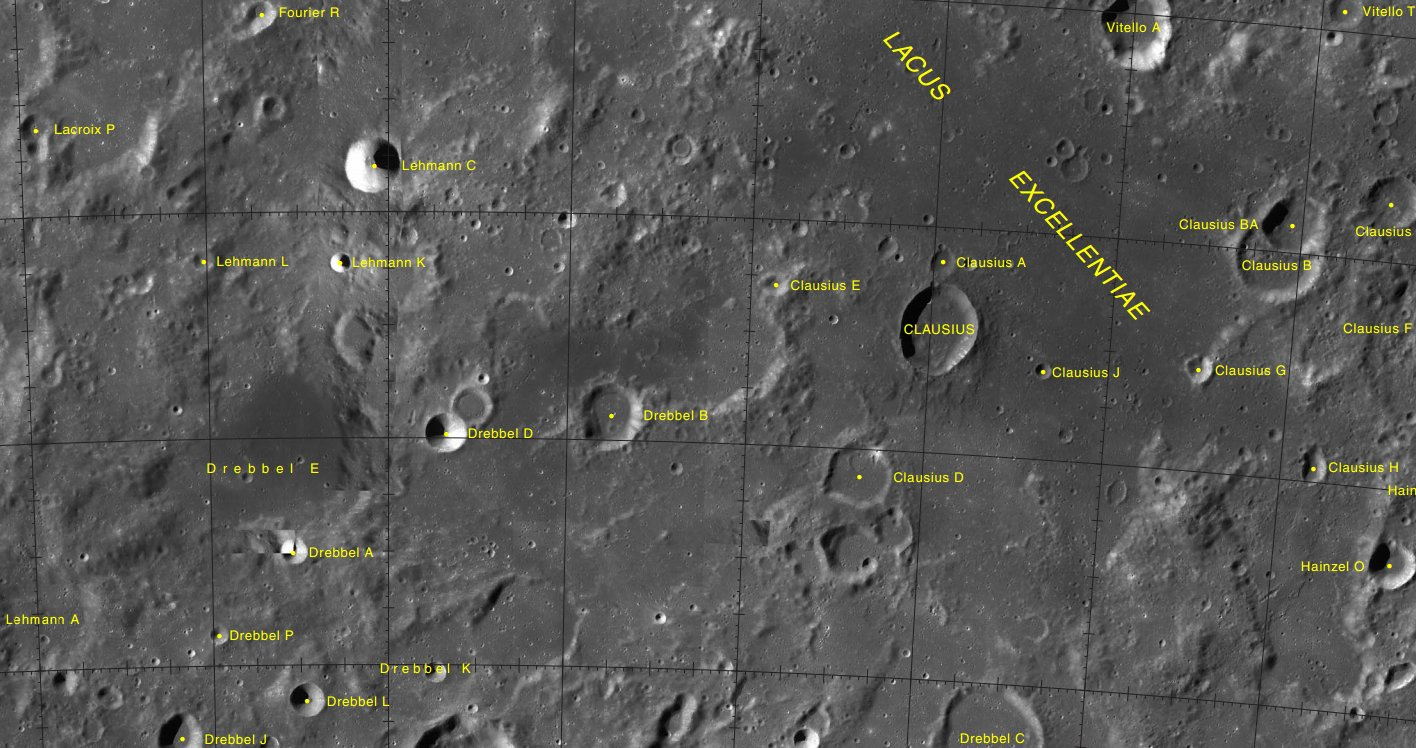
Localització de Clausius (LRO) (Centre-dreta de la imatge)

## Cràters satèl·lit
Per convenció aquests elements són identificats en els mapes lunars posant la lletra en el costat del punt mitjà del cràter que està més prop de Clausius.
|          | \| Clausius \| Coordenades \| Diàmetre \| \| -------- \| ------------------------------------ \| -------- \| \| A \| 36° 18′ S, 43° 54′ O / 36.3°S,43.9°O \| 7 km \| \| B \| 36° 00′ S, 40° 06′ O / 36.0°S,40.1°O \| 23 km \| \| BA \| 35° 42′ S, 40° 06′ O / 35.7°S,40.1°O \| 17 km \| \| C \| 35° 24′ S, 38° 54′ O / 35.4°S,38.9°O \| 15 km \| \| D \| 38° 12′ S, 44° 36′ O / 38.2°S,44.6°O \| 18 km \| \| E \| 36° 24′ S, 45° 30′ O / 36.4°S,45.5°O \| 6 km \| \| F \| 36° 30′ S, 38° 06′ O / 36.5°S,38.1°O \| 26 km \| \| G \| 37° 06′ S, 41° 00′ O / 37.1°S,41.0°O \| 6 km \| \| H \| 37° 48′ S, 39° 36′ O / 37.8°S,39.6°O \| 7 km \| \| J \| 37° 12′ S, 42° 42′ O / 37.2°S,42.7°O \| 4 km \| |          |
| Clausius | Coordenades | Diàmetre |
| A        | 36° 18′ S, 43° 54′ O / 36.3°S,43.9°O | 7 km     |
| B        | 36° 00′ S, 40° 06′ O / 36.0°S,40.1°O | 23 km    |
| BA       | 35° 42′ S, 40° 06′ O / 35.7°S,40.1°O | 17 km    |
| C        | 35° 24′ S, 38° 54′ O / 35.4°S,38.9°O | 15 km    |
| D        | 38° 12′ S, 44° 36′ O / 38.2°S,44.6°O | 18 km    |
| E        | 36° 24′ S, 45° 30′ O / 36.4°S,45.5°O | 6 km     |
| F        | 36° 30′ S, 38° 06′ O / 36.5°S,38.1°O | 26 km    |
| G        | 37° 06′ S, 41° 00′ O / 37.1°S,41.0°O | 6 km     |
| H        | 37° 48′ S, 39° 36′ O / 37.8°S,39.6°O | 7 km     |
| J        | 37° 12′ S, 42° 42′ O / 37.2°S,42.7°O | 4 km     |